# 新发展理念
新发展理念，又称五大发展理念，即创新、协调、绿色、开放、共享，是2015年中共十八届五中全会为实现“十三五规划”时期以及之后一个时期发展目标而提出的发展理念。

## 背景
2015年10月29日，中共中央总书记习近平在中共十八届五中全会上讲话，提出了创新、协调、绿色、开放、共享的发展理念。
2017年10月18日，中共中央总书记习近平在党的第十九次全国代表大会上强调，要贯彻新发展理念，建设现代化经济体系。
2018年3月11日，第十三届全国人民代表大会第一次会议通过《中华人民共和国宪法修正案》，在“自力更生，艰苦奋斗”前增写“贯彻新发展理念”。
2021年1月28日，习近平主持中共中央政治局集体学习时强调：完整准确全面贯彻新发展理念 确保“十四五”时期我国发展开好局起好步。

## 解读
创新、协调、绿色、开放、共享的发展理念，是管全局、管根本、管长远的导向，具有战略性、纲领性、引领性。新发展理念，指明了“十三五”乃至更长时期中国的发展思路、发展方向和发展着力点，要深入理解、准确把握其科学内涵和实践要求。
1. 创新发展注重的是解决发展动力问题。中国创新能力不强，科技发展水平总体不高，科技对经济社会发展的支撑能力不足，科技对经济增长的贡献率远低于发达国家水平，这是中国经济的“阿喀琉斯之踵”。
2. 协调发展注重的是解决发展不平衡问题。中国发展不协调是一个长期存在的问题，突出表现在区域、城乡、经济和社会、物质文明和精神文明、经济建设和国防建设等关系上。在经济发展水平落后的情况下，一段时间的主要任务是要跑得快，但跑过一定路程后，就要注意调整关系，注重发展的整体效能，否则“木桶”效应就会愈加显现，一系列社会矛盾会不断加深。
3. 绿色发展注重的是解决人与自然和谐问题。中国资源约束趋紧、环境污染严重、生态系统退化的问题十分严峻，人民群众对清新空气、干净饮水、安全食品、优美环境的要求越来越强烈。
4. 开放发展注重的是解决发展内外联动问题。中国对外开放水平总体上还不够高，用好国际国内两个市场、两种资源的能力还不够强，应对国际经贸摩擦、争取国际经济话语权的能力还比较弱，运用国际经贸规则的本领也不够强，需要加快弥补。
5. 共享发展注重的是解决社会公平正义问题。中国经济发展的总量不断增大，但分配不公问题比较突出，收入差距、城乡区域公共服务水平差距较大。在共享改革发展成果上，无论是实际情况还是制度设计，都还有不完善的地方。

## 评价
新发展理念是中国实现高质量发展的指导原则，贯彻落实新发展理念是关系中国发展的一场变革。
北京师范大学马克思主义学院的冯刚、孙贝认为，新发展理念回答了中国怎样发展的问题，是马克思主义的新发展，体现了中国方案、中国理念和中国智慧。